# Urophora timberlakei
Urophora timberlakei är en tvåvingeart som beskrevs av Blanc och Foote 1961. Urophora timberlakei ingår i släktet Urophora och familjen borrflugor. Inga underarter finns listade i Catalogue of Life.